# Copa de Campeones de la Concacaf 1988
La Copa de Campeones de 1988 fue la vigésima cuarta edición de la Copa de Campeones de la Concacaf, torneo de fútbol a nivel de clubes más importante de Norteamérica, Centroamérica y el Caribe organizado por la Concacaf. El torneo comenzó el 30 de marzo y culminó el 21 de diciembre de 1988.
El campeón de esta edición fue Olimpia de Honduras, que alcanzó su segunda y última estrella en la competición. Por ello, disputó la Copa Interamericana 1989 frente a Nacional de Uruguay.

## Equipos participantes
En cursiva los equipos debutantes en el torneo.
| País                                 | Equipo                                    |
| ------------------------------------ | ----------------------------------------- |
| Honduras 2 cupos                     | CD Olimpia CD Marathón                    |
| Trinidad y Tobago 2 cupos            | Defence Force FC Trintoc FC               |
| Costa Rica · 2 cupos                 | LD Alajuelense AD Municipal Puntarenas    |
| Surinam 2 cupos                      | SV Robinhood SV Leo Victor                |
| El Salvador · 2 cupos                | CD FAS CD Águila                          |
| Antillas Neerlandesas 2 cupos        | RKSV Centro Dominguito Undeba             |
| Belice 2 cupos                       | Coke Milpross Leslie Verdes               |
| México · 2 cupos                     | Deportivo Cruz Azul Atlético Morelia      |
| Guatemala · 2 cupos                  | CSD Municipal Aurora FC                   |
| Estados Unidos 2 cupos               | Washington Diplomats Seattle Mitre Eagles |
| Guadalupe 2 cupos                    | La Gauloise de Basse-Terre Zénith         |
| San Vicente y las Granadinas 2 cupos | Sion Hill Cardinals                       |
| Martinica 2 cupos                    | AS Excelsior Schoelcher Club Franciscain  |
| Guayana Francesa 1 cupo              | ASL Sport Guyanais                        |
| Jamaica 1 cupo                       | Seba United FC                            |
| Panamá · 1 cupo                      | CD Plaza Amador                           |

## Primera ronda

### Atlético Morelia - Coke Milpross
| 30 de marzo de 1988 | Atlético Morelia                                                                               | 9:0 (5:0) | Coke Milpross | Estadio Venustiano Carranza, Morelia                          |                                                               |
|                     | Figueroa 19', 22', 37', 44', 68' · Díaz 35' (pen.) · Guerrero 47' · R. Campos 57' · Bustos 78' |           |               | Asistencia: 15,000 espectadores Árbitro(s): Carlos Mendizábal | Asistencia: 15,000 espectadores Árbitro(s): Carlos Mendizábal |

| 20 de abril de 1988 | Coke Milpross | 0:2 (0:0) (Global 0:11) | Atlético Morelia          | MCC Grounds, Ciudad de Belice |  |
|                     |               |                         | Tapia 61' · V. Campos 74' |                               |  |

### Cruz Azul - Leslie Verdes
| 30 de marzo de 1988 | Leslie Verdes | 0:2 (0:0) | Cruz Azul              | Norman Broaster Stadium, San Ignacio |                               |
|                     |               |           | Galvez 56' · Gómez 81' | Asistencia: 2000 espectadores        | Asistencia: 2000 espectadores |

| 20 de abril de 1988 | Cruz Azul | 12:2 (7:1) (Global 14:2) | Leslie Verdes           | Estadio 10 de Diciembre, Ciudad Cooperativa |  |
|                     | Gómez 1', 31', 33' · Manzo 12', 66' · Flores 47' (pen.), 62' (pen.) · Spain 24' (a.g.) · Jiménez 26' · Durón 34' · Soberanes 65' · Morales 80' |                          | Cano 9' · Rodríguez 89' |                                             |  |

### Alajuelense - Plaza Amador
| 5 de junio de 1988 | Plaza Amador | 0:2 (0:2) | Alajuelense                         | Estadio Revolución, Ciudad de Panamá                        |                                                             |
|                    |              |           | Arroyo 16' (pen.) · Stevanovich 22' | Asistencia: 3,800 espectadores Árbitro(s): Rodolfo Martínez | Asistencia: 3,800 espectadores Árbitro(s): Rodolfo Martínez |

| 12 de junio de 1988 | Alajuelense                   | 2:1 (1:1) (Global 4:1) | Plaza Amador | Estadio Alejandro Morera Soto, Alajuela                       |                                                               |
|                     | Stevanovich 30' · Ramírez 88' |                        | Arias 38'    | Asistencia: 4,833 espectadores Árbitro(s): José Antonio Gómez | Asistencia: 4,833 espectadores Árbitro(s): José Antonio Gómez |

## Segunda ronda

### Cruz Azul - Seattle Mitre Eagles
| 11 de mayo de 1988 | Cruz Azul                                                                                  | 9:0 (3:0) | Seattle Mitre Eagles | Estadio 10 de diciembre, Ciudad Cooperativa |  |
|                    | Gálvez 71', 78', 87', 89' · Gómez 25' · Jiménez 28' · Morales 34' · Duana 54' · Mojica 82' |           |                      |                                             |  |

| 2 de junio de 1988 | Seattle Mitre Eagles | 0:0 (Global 0:9) | Cruz Azul | Kingdome, Seattle |  |

### Atlético Morelia - Washington Diplomats
| 28 de junio de 1988 | Washington Diplomats | 1:2 (1:1) | Atlético Morelia      | Estadio RFK, Washington D. C. |  |
|                     | Harbor 21'           |           | Bernal 27' · Roon 56' |                               |  |

| 30 de junio de 1988 | Atlético Morelia                  | 2:1 (0:1) (Global 4:2) | Washington Diplomats | Estadio RFK, Washington D. C. |  |
|                     | R. Campos 75' (pen.) · Bustos 90' |                        | Suazo 34'            |                               |  |

## Zona Centroamericana

### Primera ronda

#### Grupo A
Jugado en Ciudad de Guatemala, Guatemala.
| Equipo      | PJ | PG | PE | PP | GF | GC | Dif. | Pts. |
| ----------- | -- | -- | -- | -- | -- | -- | ---- | ---- |
| Alajuelense | 3  | 2  | 1  | 0  | 4  | 2  | +2   | 5    |
| Marathón    | 3  | 2  | 0  | 1  | 3  | 1  | +2   | 4    |
| Municipal   | 3  | 1  | 1  | 1  | 4  | 4  | 0    | 3    |
| Águila      | 3  | 0  | 0  | 3  | 2  | 6  | -4   | 0    |

| \| Fecha \| Lugar \| Local \| Resultado \| Visitante \| \| ----------- \| ------------------- \| ----------- \| --------- \| ----------- \| \| 26 de junio \| Ciudad de Guatemala \| Alajuelense \| 2:1 \| Águila \| \| 26 de junio \| Ciudad de Guatemala \| Municipal \| 0:2 \| Marathón \| \| 29 de junio \| Ciudad de Guatemala \| Águila \| 0:1 \| Marathón \| \| 29 de junio \| Ciudad de Guatemala \| Municipal \| 1:1 \| Alajuelense \| \| 3 de julio \| Ciudad de Guatemala \| Marathón \| 0:1 \| Alajuelense \| \| 3 de julio \| Ciudad de Guatemala \| Águila \| 1:3 \| Municipal \| |                     |             |           |             |
| Fecha | Lugar               | Local       | Resultado | Visitante   |
| 26 de junio | Ciudad de Guatemala | Alajuelense | 2:1       | Águila      |
| 26 de junio | Ciudad de Guatemala | Municipal   | 0:2       | Marathón    |
| 29 de junio | Ciudad de Guatemala | Águila      | 0:1       | Marathón    |
| 29 de junio | Ciudad de Guatemala | Municipal   | 1:1       | Alajuelense |
| 3 de julio | Ciudad de Guatemala | Marathón    | 0:1       | Alajuelense |
| 3 de julio | Ciudad de Guatemala | Águila      | 1:3       | Municipal   |

#### Grupo B
Jugado en Tegucigalpa, Honduras.
| Equipo               | PJ | PG | PE | PP | GF | GC | Dif. | Pts. |
| -------------------- | -- | -- | -- | -- | -- | -- | ---- | ---- |
| Olimpia              | 3  | 2  | 1  | 0  | 6  | 2  | +4   | 5    |
| Aurora               | 3  | 1  | 2  | 1  | 4  | 2  | +2   | 4    |
| FAS                  | 3  | 0  | 2  | 1  | 4  | 6  | -2   | 2    |
| Municipal Puntarenas | 3  | 0  | 1  | 2  | 2  | 6  | -4   | 1    |

| \| Fecha \| Lugar \| Local \| Resultado \| Visitante \| \| ----------- \| ----------- \| -------------------- \| --------- \| -------------------- \| \| 26 de junio \| Tegucigalpa \| Aurora \| 2:0 \| Municipal Puntarenas \| \| 26 de junio \| Tegucigalpa \| Olimpia \| 3:1 \| FAS \| \| 30 de junio \| Tegucigalpa \| FAS \| 2:2 \| Municipal Puntarenas \| \| 30 de junio \| Tegucigalpa \| Olimpia \| 1:1 \| Aurora \| \| 3 de julio \| Tegucigalpa \| Aurora \| 1:1 \| FAS \| \| 3 de julio \| Tegucigalpa \| Municipal Puntarenas \| 0:2 \| Olimpia \| |             |                      |           |                      |
| Fecha | Lugar       | Local                | Resultado | Visitante            |
| 26 de junio | Tegucigalpa | Aurora               | 2:0       | Municipal Puntarenas |
| 26 de junio | Tegucigalpa | Olimpia              | 3:1       | FAS                  |
| 30 de junio | Tegucigalpa | FAS                  | 2:2       | Municipal Puntarenas |
| 30 de junio | Tegucigalpa | Olimpia              | 1:1       | Aurora               |
| 3 de julio | Tegucigalpa | Aurora               | 1:1       | FAS                  |
| 3 de julio | Tegucigalpa | Municipal Puntarenas | 0:2       | Olimpia              |

### Segunda ronda
Grupo jugado en Honduras.
| Equipo      | PJ | PG | PE | PP | GF | GC | Dif. | Pts. |
| ----------- | -- | -- | -- | -- | -- | -- | ---- | ---- |
| Alajuelense | 3  | 1  | 2  | 0  | 4  | 2  | +2   | 4    |
| Olimpia     | 3  | 1  | 2  | 0  | 3  | 2  | +1   | 4    |
| Aurora      | 3  | 0  | 2  | 1  | 2  | 3  | -1   | 2    |
| Marathón    | 3  | 1  | 0  | 2  | 3  | 5  | -2   | 2    |

| \| Fecha \| Lugar \| Local \| Resultado \| Visitante \| \| ------------ \| -------------- \| ----------- \| --------- \| ----------- \| \| 17 de agosto \| Tegucigalpa \| Olimpia \| 0:0 \| Aurora \| \| 18 de agosto \| San Pedro Sula \| Marathón \| 0:2 \| Alajuelense \| \| 21 de agosto \| Tegucigalpa \| Alajuelense \| 1:1 \| Olimpia \| \| 21 de agosto \| San Pedro Sula \| Aurora \| 1:2 \| Marathón \| \| 24 de agosto \| Tegucigalpa \| Alajuelense \| 1:1 \| Aurora \| \| 24 de agosto \| Tegucigalpa \| Olimpia \| 2:1 \| Marathón \| |                |             |           |             |
| Fecha | Lugar          | Local       | Resultado | Visitante   |
| 17 de agosto | Tegucigalpa    | Olimpia     | 0:0       | Aurora      |
| 18 de agosto | San Pedro Sula | Marathón    | 0:2       | Alajuelense |
| 21 de agosto | Tegucigalpa    | Alajuelense | 1:1       | Olimpia     |
| 21 de agosto | San Pedro Sula | Aurora      | 1:2       | Marathón    |
| 24 de agosto | Tegucigalpa    | Alajuelense | 1:1       | Aurora      |
| 24 de agosto | Tegucigalpa    | Olimpia     | 2:1       | Marathón    |

## Tercera ronda

### Alajuelense - Atlético Morelia
| Equipo Local Ida | Resultado | Equipo Visitante Ida | Ida | Vuelta |
| ---------------- | --------- | -------------------- | --- | ------ |
| Alajuelense      | w/o       | Atlético Morelia     | -   | -      |

- Atlético Morelia fue descalificado el 10 de noviembre ya que no pudo jugar ambos partidos.

### Olimpia - Cruz Azul
| 5 de octubre de 1988 | Olimpia | 0:0 | Cruz Azul | Estadio Nacional, Tegucigalpa                                   |  |
|                      |         |     |           | Asistencia: 23,112 espectadores Árbitro(s): Guillermo Hernández |  |

| 9 de noviembre de 1988 | Cruz Azul | 1:2 (1:2) (Global 1:2) | Olimpia                      | Estadio Azteca, Distrito Federal |                              |
|                        | Cuevas 3' |                        | Fernández 17' · Espinoza 44' | Árbitro(s): Mamerto Negreros     | Árbitro(s): Mamerto Negreros |

## Zona del Caribe

### Primera ronda
| Equipo Local Ida  | Resultado | Equipo Visitante Ida | Ida   | Vuelta |
| ----------------- | --------- | -------------------- | ----- | ------ |
| Franciscain       | 2 - 4     | Defence Force        | 2 - 2 | 0 - 2  |
| Trintoc           | 1 - 2     | Excelsior Schoelcher | 1 - 1 | 0 - 1  |
| Leo Víctor        | 2 - 3     | Sport Guyanais       | 2 - 1 | 0 - 2  |
| Centro Dominguito | 1 - 3     | Gauloise Basse-Terre | 1 - 1 | 0 - 2  |
| Seba United       | 5 - 2     | Undeba               | 3 - 0 | 2 - 2  |

### Segunda ronda
| Equipo Local Ida     | Resultado | Equipo Visitante Ida | Ida   | Vuelta       |
| -------------------- | --------- | -------------------- | ----- | ------------ |
| Cardinals            | 0 - 1     | Defence Force        | 0 - 0 | 0 - 1        |
| Zénith               | 3 - 5     | Robinhood            | 3 - 1 | 0 - 4 (pró.) |
| Sion Hill            | 1 - 7     | Excelsior Schoelcher | 1 - 3 | 0 - 4        |
| Gauloise Basse-Terre | -         | Seba United          | -     | -            |

- Gaulouise Basse-Terre y Seba United abandonaron el torneo.

### Tercera ronda
| 27 de agosto de 1988 | Sport Guyanais | 0:0 | Robinhood | Estadio de Baduel, Cayena |  |

| 11 de septiembre de 1988 | Robinhood                          | 4:0 (Global 4:0) | Sport Guyanais | Estadio André Kamperveen, Paramaribo |  |
|                          | Rigters ?', ?' · Kemble · Stjeward |                  |                |                                      |  |

## Ronda final
|  | Semifinales   | Semifinales   | Semifinales | Semifinales | Semifinales |   |               | Final         | Final | Final | Final | Final |
|  |               |               |             |             |             |   |               |               |       |       |       |       |
|  | Robinhood     | Robinhood     | 1           | 1           | 2           |   |               |               |       |       |       |       |
|  | Defence Force | Defence Force | 0           | 3           | 3           |   |               |               |       |       |       |       |
|  |               |               |             |             |             |   | Defence Force | Defence Force | 0     | 0     | 0     |       |
|  |               | Olimpia       | Olimpia     | 2           | 2           | 4 |               |               |       |       |       |       |
|  | Olimpia       | Olimpia       | 1           | 1           | 2           |   |               |               |       |       |       |       |
|  | Alajuelense   | Alajuelense   | 1           | 0           | 1           |   |               |               |       |       |       |       |

### Semifinales

#### Defence Force - Robinhood
| 18 de noviembre de 1988 | Robinhood | 1:0 | Defence Force | Estadio André Kamperveen, Paramaribo |  |

| 20 de noviembre de 1988 | Defence Force | 3:1 (Global 3:2) | Robinhood | Estadio André Kamperveen, Paramaribo |  |

#### Olimpia - Alajuelense
| 27 de noviembre de 1988 | Olimpia           | 1:1 (0:0) | Alajuelense | Estadio Nacional, Tegucigalpa                                 |                                                               |
|                         | Javier Flores 51' |           | Montero 67' | Asistencia: 20,000 espectadores Árbitro(s): Víctor Chinchilla | Asistencia: 20,000 espectadores Árbitro(s): Víctor Chinchilla |

| 4 de diciembre de 1988 | Alajuelense | 0:1 (0:0) (Global 1:2) | Olimpia             | Estadio Alejandro Morera Soto, Alajuela |                               |
|                        |             |                        | Espinoza 88' (g.o.) | Árbitro(s): José Carlos Ortíz           | Árbitro(s): José Carlos Ortíz |

### Final

#### Ida
| 19 de diciembre de 1988 | Defence Force | 0:2 (0:1) | Olimpia                        | Estadio Nacional, Tegucigalpa                              |                                                            |
|                         |               | Reporte   | Espinoza 17' · Juan Flores 46' | Asistencia: 21,228 espectadores Árbitro(s): Jorge Meléndez | Asistencia: 21,228 espectadores Árbitro(s): Jorge Meléndez |

|            | POR        | Hayden Thomas    |       |
|            | DEF        | Chris Miquel     |       |
|            | DEF        | Dexter Francis   |       |
|            | DEF        | Julien Garcia    |       |
|            | DEF        | Hienrich Durkall |       |
|            | MED        | Dexter Lee       | Salió |
|            | MED        | Hutson Charles   |       |
|            | MED        | Bertran O'Brien  | Salió |
|            | DEL        | Richard Fraser   |       |
|            | DEL        | Russell Sutten   |       |
|            | DEL        | Kerry Jamerson   |       |
| Entrenador | Entrenador | Kenny Joseph     |       |

|            | POR        | Óscar Banegas         |       |
|            | DEF        | Daniel Zapata         |       |
|            | DEF        | Alejandro Ruiz        |       |
|            | DEF        | Danilo Galindo        |       |
|            | DEF        | Rudy Williams         |       |
|            | MED        | Nahúm Espinoza        |       |
|            | MED        | Erick Fú              |       |
|            | MED        | Vicente Viera         |       |
|            | DEL        | Juan Carlos Contreras | Salió |
|            | DEL        | Juan Flores           |       |
|            | DEL        | Javier Flores         | Salió |
| Entrenador | Entrenador | Estanislao Malinowski |       |

|  | MED | Timothy Hinnes   | Entró |
|  | MED | James Balhsfoser | Entró |

|  | DEL | Ramón Fernández Riera | Entró |
|  | DEL | Eugenio Dolmo Flores  | Entró |

| Anotado | 17' | Nahúm Espinoza | 1:0 |
| Anotado | 46' | Juan Flores    | 2:0 |

| Amonestado |  | Dexter Lee |

| Expulsado |  | Hienrich Durkall |

| Árbitro | Jorge Meléndez |

|            | POR        | Hayden Thomas    |       |
|            | DEF        | Chris Miquel     |       |
|            | DEF        | Dexter Francis   |       |
|            | DEF        | Julien Garcia    |       |
|            | DEF        | Hienrich Durkall |       |
|            | MED        | Dexter Lee       | Salió |
|            | MED        | Hutson Charles   |       |
|            | MED        | Bertran O'Brien  | Salió |
|            | DEL        | Richard Fraser   |       |
|            | DEL        | Russell Sutten   |       |
|            | DEL        | Kerry Jamerson   |       |
| Entrenador | Entrenador | Kenny Joseph     |       |

|            | POR        | Óscar Banegas         |       |
|            | DEF        | Daniel Zapata         |       |
|            | DEF        | Alejandro Ruiz        |       |
|            | DEF        | Danilo Galindo        |       |
|            | DEF        | Rudy Williams         |       |
|            | MED        | Nahúm Espinoza        |       |
|            | MED        | Erick Fú              |       |
|            | MED        | Vicente Viera         |       |
|            | DEL        | Juan Carlos Contreras | Salió |
|            | DEL        | Juan Flores           |       |
|            | DEL        | Javier Flores         | Salió |
| Entrenador | Entrenador | Estanislao Malinowski |       |

|  | MED | Timothy Hinnes   | Entró |
|  | MED | James Balhsfoser | Entró |

|  | DEL | Ramón Fernández Riera | Entró |
|  | DEL | Eugenio Dolmo Flores  | Entró |

| Anotado | 17' | Nahúm Espinoza | 1:0 |
| Anotado | 46' | Juan Flores    | 2:0 |

| Amonestado |  | Dexter Lee |

| Expulsado |  | Hienrich Durkall |

| Árbitro | Jorge Meléndez |

#### Vuelta
| 21 de diciembre de 1988 | Olimpia                        | 2:0 (1:0) (Global 4:0) | Defence Force | Estadio Nacional, Tegucigalpa                           |                                                         |
|                         | Contreras 9' · Juan Flores 85' | Reporte                |               | Asistencia: 24,637 espectadores Árbitro(s): Berny Ulloa | Asistencia: 24,637 espectadores Árbitro(s): Berny Ulloa |

|            | POR        | Óscar Banegas         |       |
|            | DEF        | Daniel Zapata         |       |
|            | DEF        | Danilo Galindo        |       |
|            | DEF        | Alejandro Ruiz        |       |
|            | DEF        | Rudy Williams         |       |
|            | MED        | Erick Fú              |       |
|            | MED        | Nahúm Espinoza        |       |
|            | MED        | Vicente Viera         |       |
|            | DEL        | Juan Carlos Contreras |       |
|            | DEL        | Juan Flores           |       |
|            | DEL        | Javier Flores         | Salió |
| Entrenador | Entrenador | Estanislao Malinowski |       |

|            | POR        | Hayden Thomas  |       |
|            | DEF        | Julien García  |       |
|            | DEF        | Miquel Payne   |       |
|            | DEF        | Dexter Francis |       |
|            | DEF        | Chris Miquel   |       |
|            | MED        | Dexter Lee     |       |
|            | MED        | Troy García    |       |
|            | MED        | Hutson Charles |       |
|            | DEL        | Kerry Jamerson |       |
|            | DEL        | Richard Fraser | Salió |
|            | DEL        | Timothy Hinnes | Salió |
| Entrenador | Entrenador | Kenny Joseph   |       |

|  | DEL | Eugenio Dolmo Flores | Entró |

|  | DEL | Bertran O'Brien | Entró |
|  | DEL | Russell Sutten  | Entró |

| Anotado | 9'  | Juan Carlos Contreras | 1:0 |
| Anotado | 85' | Juan Flores           | 2:0 |

| Árbitro             | Berny Ulloa      |
| Árbitros asistentes | Rodolfo Martínez |
|                     | Rolando Paz      |
| Cuarto árbitro      | Danilo Martínez  |

|            | POR        | Óscar Banegas         |       |
|            | DEF        | Daniel Zapata         |       |
|            | DEF        | Danilo Galindo        |       |
|            | DEF        | Alejandro Ruiz        |       |
|            | DEF        | Rudy Williams         |       |
|            | MED        | Erick Fú              |       |
|            | MED        | Nahúm Espinoza        |       |
|            | MED        | Vicente Viera         |       |
|            | DEL        | Juan Carlos Contreras |       |
|            | DEL        | Juan Flores           |       |
|            | DEL        | Javier Flores         | Salió |
| Entrenador | Entrenador | Estanislao Malinowski |       |

|            | POR        | Hayden Thomas  |       |
|            | DEF        | Julien García  |       |
|            | DEF        | Miquel Payne   |       |
|            | DEF        | Dexter Francis |       |
|            | DEF        | Chris Miquel   |       |
|            | MED        | Dexter Lee     |       |
|            | MED        | Troy García    |       |
|            | MED        | Hutson Charles |       |
|            | DEL        | Kerry Jamerson |       |
|            | DEL        | Richard Fraser | Salió |
|            | DEL        | Timothy Hinnes | Salió |
| Entrenador | Entrenador | Kenny Joseph   |       |

|  | DEL | Eugenio Dolmo Flores | Entró |

|  | DEL | Bertran O'Brien | Entró |
|  | DEL | Russell Sutten  | Entró |

| Anotado | 9'  | Juan Carlos Contreras | 1:0 |
| Anotado | 85' | Juan Flores           | 2:0 |

| Árbitro             | Berny Ulloa      |
| Árbitros asistentes | Rodolfo Martínez |
|                     | Rolando Paz      |
| Cuarto árbitro      | Danilo Martínez  |

| Olimpia Campeón 2.do título |